# Josep Vila i Escuer
Josep Vila i Escuer (Alpicat, 19 de maig de 1929 - Balaguer, 11 de març de 2011) fou un futbolista català de la dècada de 1950.
Es formà al CF Balaguer abans de passar al primer equip del FC Barcelona la temporada 1950-51, amb el qual disputà dos partits a primera divisió. La forta competència existent a l'equip l'obligaren a marxar, jugant al CE Sabadell i UD Melilla, a segona divisió. El 1953 fitxà pel CA Osasuna, on visqué els seus millors anys, tornant novament a primera divisió. El 1967 fitxà pel Llevant UE, a segona divisió, acabant la seva carrera a la UE Lleida i novament al Balaguer.

## Palmarès
- Copa espanyola:
  - 1950-51